# Bahnhof Schaanwald
Bahnhof Schaanwald vasútállomás Liechtensteinben, Schaanwaldban Mauren községben, a Feldkirch–Buchs-vasútvonalon. Az állomást érintő vonatokat az osztrák ÖBB üzemeltette. Az állomás jelenleg használaton kívül van, és nem áll meg itt vonat.

## Története
Az állomás 1902-ben nyitotta meg kapuit. Egészen 1988-ig volt személyzete. Idővel az állomáson megálló vonatok száma jelentősen csökkent. 2010-től 2012-ig naponta mindössze egy vonat állt meg itt. 2013 óta az állomást már nem szolgálják ki vonatok.

## Vám
Schaanwald, ha használják, vámügyi célokra, határállomás az Ausztriából érkező utasok számára. Liechtenstein vámunióban áll Svájccal. A vámellenőrzést az állomáson vagy a vonatokon svájci tisztviselők végezhetik. A szisztematikus útlevél-ellenőrzést megszüntették, amikor Liechtenstein 2011-ben csatlakozott a schengeni térséghez.

## Vasútvonalak
Az állomást az alábbi vasútvonalak érintik:
- Feldkirch–Buchs-vasútvonal

## Kapcsolódó állomások
A vasútállomáshoz az alábbi állomások vannak a legközelebb:
- Bahnhof Tisis
- Bahnhof Nendeln

## Lásd még
- Liechtenstein vasúti közlekedése